# Equilibrio de fraccionamiento
El equilibrio de fraccionamiento es la separación parcial de isótopos entre dos o más sustancias en equilibrio químico. Es más fuerte a temperaturas bajas, y (junto con el efecto isotópico cinético) forma la base de los ampliamente utilizados paleotermómetros  isotópicos (o aproximadores climáticos): los registros de D/H y 18O/16O en núcleos de hielo, y de 18O/16O en carbonatos de calcio. Resulta importante para la reconstrucción de registros geológicos de temperatura.
El fraccionamiento isotópico atribuido a procesos de equilibrio ha sido observado en muchos elementos, desde el hidrógeno (D/H) al uranio (238U/235U). En general, los elementos ligeros (especialmente hidrógeno, boro, carbono, nitrógeno, oxígeno y azufre) son más susceptibles al fraccionamiento, y sus isótopos tienden a ser separados en un grado más elevado que en los elementos más pesados.

## Definición
La mayoría de los fraccionamientos de equilibrio resultan de la reducción de la energía de vibración (especialmente la energía del punto cero) cuando un isótopo más masivo es sustituido para uno menos masivo. Esto lleva a concentraciones más altas de los isótopos masivos en aquellas sustancias en las que la energía de vibración es más sensible a la sustitución de isótopos, es decir, aquellas con las constantes de fuerza de vínculo más altas.
En una reacción que implica el intercambio de dos isótopos, lX y hX del elemento "X" en las moléculas AX y BX,

{\displaystyle A^{l}X+B^{h}X\rightleftharpoons A^{h}X+B^{l}X}

cada molécula reactante es idéntica a un producto, excepto en la distribución de isótopos (es decir, son isotopólogas). La cantidad del fraccionamiento isotópico en una reacción de intercambio puede ser expresada como el factor de fraccionamiento:

{\displaystyle \alpha ={\frac {(^{h}X/^{l}X)_{AX}}{(^{h}X/^{l}X)_{BX}}}}

en la que {\displaystyle \alpha =1} indica que los isótopos están distribuidos equitativamente entre AX y BX, sin fraccionamiento isotópico, {\displaystyle \alpha >1} indica que hX está concentrado en la sustancia AX, y {\displaystyle \alpha <1} indica que hX está concentrado en la sustancia BX. 
{\displaystyle \alpha } está estrechamente relacionada con la constante de equilibrio (Keq):

{\displaystyle \alpha =(K_{eq}\cdot \Pi \sigma _{Productos}/\Pi \sigma _{Reactantes})^{1/n}}

donde {\displaystyle \Pi \sigma _{Productos}} es el producto de los números de simetría rotacional de los productos (lado derecho de la reacción de intercambio), {\displaystyle \Pi \sigma _{Reactantes}} es el producto de los números de simetría rotacionales de los reactantes (lado izquierdo de la reacción de intercambio), y {\displaystyle n} es el número de átomos intercambiados.
Un ejemplo del equilibrio de fraccionamiento de isótopos es la concentración de isótopos pesados del oxígeno en el agua líquida, relacionada con el vapor de agua,

{\displaystyle H_{2}^{16}O_{(l)}+H_{2}^{18}O_{(g)}\rightleftharpoons H_{2}^{18}O_{(l)}+H_{2}^{16}O_{(g)}}

A 20 °C, el factor del equilibrio de fraccionamiento para esta reacción es

{\displaystyle \alpha ={\frac {(^{18}O/^{16}O)_{Liquido}}{(^{18}O/^{16}O)_{Vapor}}}=1.0098}

El equilibrio de fraccionamiento de isótopos es un tipo de fraccionamiento dependiente de la masa, mientras que el fraccionamiento independiente de la masa es normalmente considerado un proceso no equilibrado termodinámicamente.
Para reacciones no equilibradas, los efectos isotópicos son mejor descritos por las ecuaciones GEBIK y GEBIF para estados transitorios de fraccionamiento cinético de isótopos, que generalmente no producen efectos isotópicos claros en las reacciones químicas y bioquímicas en las que pudieran aparecer.

## Ejemplo
Cuando el vapor de agua se condensa (en un proceso en el que interviene el equilibrio de fraccionamiento), los isótopos de agua más pesados (H2 18O y D2O) se concentran en la fase líquida, mientras que los isótopos más ligeros (H2 16O y H2O) tienden hacia la fase de vapor.

## Otros tipos de fraccionamiento
- Fraccionamiento cinético
- Fraccionamiento independiente de la masa
- Fraccionamiento transitorio